# Chilenische Basketballnationalmannschaft
Die chilenische Basketballnationalmannschaft der Herren vertritt Chile bei Basketball-Länderspielen. Sie gehörte bis 1960 zu den erfolgreichsten Nationalmannschaften Lateinamerikas und gewann zwei Bronzemedaillen bei Basketball-Weltmeisterschaften. Anschließend wurde die Mannschaft innerhalb Südamerikas neben Brasilien und Argentinien von den Mannschaften Uruguays und Venezuelas verdrängt und konnte sich nicht mehr für globale Endrunden oder olympische Turniere qualifizieren. So gelang bislang auch keine Qualifikation für die 1980 eingeführten Finalturniere des Kontinentalverbands FIBA Amerika.

## Medaillengewinner und Olympiateilnehmer
- Olympia 1936 (9. Platz):[1] Augusto Carvacho, Eduardo Kapstein, Eusebio Hernández, José González, Luis Carrasco, Luis Ibaseta, Michel Mehech
- Olympia 1948 (6. Platz):[2] Andrés Mitrovic, Eduardo Cordero, Eduardo Kapstein, Exequiel Figueroa, Hernán Raffo, Juan José Gallo, Luis Marmentini, Manuel Ledesma, Marcos Sánchez, Rolando Hammer, Victor Mahaña, Eduardo Parra
- WM 1950 (.Platz): Eduardo Cordero, Raul Lopez, Exequiel Figueroa, „Chinchilla“ Gallo, Gil Marmentini, Hernán Ramos, Fernández Lazaro, Marcos Sánchez, Juan Ostoic, Pedro Araya, Rufino Bernedo, Victor Mahaña
- Olympia 1952 (5. Platz):[3] Álvaro Salvadores, Eduardo Cordero, Eric Mahn, Exequiel Figueroa, Hernán Raffo, Juan José Gallo, Hernán Ramos, Hugo Fernández, Juan Ostoic, Orlando Silva, Pedro Araya, Rufino Bernedo, Victor Mahaña
- Olympia 1956 (8. Platz):[4] Luis Salvadores, Hernán Raffo, Juan Ostoic, Maximiliano Garafulic, Orlando Etcheverre, Orlando Silva, Pedro Araya, Raúl Urra, Rolando Etchepare, Rufino Bernedo, Victor Mahaña
- WM 1959 (.Platz): Luis Salvadores, Juan Zitko, Domingo Sibilla, Maximiliano Garafulic, Orlando Etcheverre, Orlando Silva, José de la Fuente, Dante Gianoni, Juan Thomson, Rolando Etchepare, Rufino Bernedo, Bruno Luchsinger

## Abschneiden bei internationalen Wettbewerben
| - 1936 – 9. Platz - 1948 – 6. Platz - 1952 – 5. Platz - 1956 – 8. Platz seit 1960 – nicht qualifiziert |  | - 1950 – . Platz - 1954 – 10. Platz - 1959 – . Platz seit 1963 – nicht qualifiziert |  | - 1951 – 5. Platz seit 1955 – nicht qualifiziert noch nie qualifiziert |

### Südamerikanische Meisterschaften
| - 1930 – 4. Platz - 1932 – . Platz - 1934 – . Platz - 1935 – nicht teilgenommen - 1937 – . Platz - 1938 – nicht teilgenommen - 1939 – 5. Platz - 1940 – 4. Platz - 1941 – 4. Platz - 1942 – . Platz - 1943 – 4. Platz - 1945 – 4. Platz | - 1947 – . Platz - 1949 – . Platz - 1953 – . Platz - 1955 – 6. Platz - 1958 – 5. Platz - 1960 – 5. Platz - 1961 – 6. Platz - 1963 – 7. Platz - 1966 – 6. Platz - 1968 – 6. Platz - 1969 – 5. Platz - 1971 – 6. Platz | - 1973 – 5. Platz - 1976 – 6. Platz - 1977 – 6. Platz - 1979 – 4. Platz - 1981 – 4. Platz - 1983 – 5. Platz - 1985 – 7. Platz - 1987 – 7. Platz - 1989 – nicht teilgenommen - 1991 – nicht teilgenommen - 1993 – nicht teilgenommen - 1995 – 6. Platz | - 1997 – 6. Platz - 1999 – 7. Platz - 2001 – 6. Platz - 2003 – 5. Platz - 2004 – 5. Platz - 2006 – 6. Platz - 2008 – 6. Platz - 2010 – 7. Platz - 2012 – 6. Platz |